# Priniás (Gortyne, Héraklion)
Priniás, en grec moderne : Πρινιάς, est un village du dème de Gortyne, dans le district régional de Héraklion, de la Crète, en Grèce. Selon le recensement de 2011, la population de Priniás compte 328 habitants.
Le village est situé à une distance de 25 km de Héraklion et à une altitude de 610 mètres. 

## Recensements de la population
Le village est mentionné pour la première fois en 1577 par Francesco Barozzi sous le nom de Prinea.
| Recensements | 1900 | 1920 | 1928 | 1940 | 1951 | 1961 | 1971 | 1981 | 1991 | 2001 | 2011 |
| ------------ | ---- | ---- | ---- | ---- | ---- | ---- | ---- | ---- | ---- | ---- | ---- |
| Population   | 348  | 375  | 403  | 504  | 542  | 577  | 438  | 459  | 417  | 369  | 328  |